# Stardust Awards
Les Stardust Awards sont des prix cinématographiques décernés annuellement en Inde pour le cinéma de Bollywood, en hindi. Ils sont sponsorisés par le magazine Stardust. La première cérémonie eut lieu à Mumbai en 2003, célébrant les nouveaux talents et félicitant les valeurs sûres.  

## Prix

### Readers' Choice (Choix des lecteurs)
- Stardust Readers Choice Best Film Award
- Stardust Dream Director Award
- Stardust Star of the Year Award - Male
- Stardust Star of the Year Award - Female
- Stardust Best Supporting Actor Award
- Stardust Best Supporting Actress Award
- Stardust Best Actor in a Negative Role Award
- Stardust Style Icon of the Year Award
- Stardust Style Icon of the Year Award - Female

### Jury's choice (Choix du Jury)
- Stardust Superstar of Tomorrow - Male
- Stardust Superstar of Tomorrow - Female
- Stardust Hottest New Film Award
- Stardust Hottest New Filmmaker Award
- Stardust Exciting New Face Award
- Stardust The New Menace Award
- Stardust Award for Lifetime Achievement
- Stardust Breakthrough Performance Award (Male)
- Stardust Breakthrough Performance Award (Female)

### Searchlight winners
- Stardust Best Film Award
- Stardust Best Director Award
- Stardust Best Actor Award
- Stardust Best Actress Award

### Special Awards
- Best Artists of the Millennium :Amitabh Bachchan et Nargis
- Pride of Film Industry Award : Rajesh Khanna, Shatrughan Sinha et Feroz Khan
- Stardust Special Award : Amitabh Bachchan et Sanjay Leela Bhansali pour le film  Black
- Role Model for the Year :Vinod Khanna

## Palmarès

### 2007
- Star of the Year (Male) - Sanjay Dutt (Lage Raho Munna Bhai)
- Star of the Year (Female) - Aishwarya Rai (Dhoom 2)
- Best Actor in a supporting role (Male) - Abhishek Bachchan (Kabhi Alvida Naa Kehna)
- Best Actress in a supporting role (Female) - Ayesha Takia (Dor)
- Best Actor in a negative Role (Male) - Saif Ali Khan (Omkara)
- Superstar of Tomorrow (Male) - Shiney Ahuja (Gangster : A love story)
- Superstar of Tomorrow (Female) - Kangana Ranaut (Gangster : A love story)
- Breakthrough Performance Award (Male) - Kunal Kapoor (Rang De Basanti)
- Breakthrough Performance Award (Female) - Gul Panag (Dor)
- The New Menace - Shaad Randhawa (Woh Lamhe)
- Hottest Film Producer - Kumar Mangat (Omkara)
- The Dream Director Award - Rajkumar Hirani (Lage Raho Munna Bhai)
- The Hottest Young Filmmaker - Sanjay Gadhvi (Dhoom 2)
- New Musical Sensation (Male) - Zubeen Garg (Ya Ali)
- New Musical Sensation (Female) - Rekha Bharadwaj (Namak Ishq Ka)
- Standout Performance by a Musical Director - Mithoon (Bas Ek Pal)
- Standout Performance by a Lyricist - Virag Mishra (Zinda Hoon Main)
- Lifetime Achievement Award - Mithun Chakraborty

### 2008
- Star of the year (male) - Akshay Kumar (Heyy Babyy)
- Star of the year (female) - Kareena Kapoor (Jab We Met)
- Editor's choice best actor - Shahid Kapoor (Jab We Met)
- Best Film awards - Jab We Met
- Dream director award - Farah Khan (Om Shanti Om)
- Standout performance of the year - Vivek Oberoi (Shootout At Lokhandwala)
- Actor par excellence - Dharmendra
- Best actor in a supporting role - Irfan Khan (The Namesake)
- Best Actress in a supporting role - Tisca Chopra (Taare Zameen Par)
- Best actor in a negative role - Arjun Rampal (Om Shanti Om)
- Superstar of Tomorrow (Male) - Ranbir Kapoor (Saawariya)
- Superstar of Tomorrow (Female) - Sonam Kapoor (Saawariya)
- Hottest young producer - Anil Kapoor (Gandhi, My Father)
- Hottest young filmmaker - Shimit Amin (Chak De India)
- Breakthrough Performance Award (Male) - Shreyas Talpade (Om Shanti Om)
- Breakthrough Performance Award (Female) - Kangana Ranaut (Life... In a Metro)
- The new menace - Shilpa Shukla – (Chak De India)
- Standout Performance by a Lyricist - Sandeep Nath – Saawariya (Yoon Shabnami Pehle Nahi Thi Chandni)
- New Musical sensation (female) - Anushka Manchanda – Cash (Aye Chori)
- New Musical sensation (male) - Krishna Merchant & Salim Merchant – Chak De India (Maula Mere)
- Standout Performance by a Music Director - Monty Sharma (Saawariya)

### 2009
- Star of the Year (Male) - Hrithik Roshan (Jodhaa Akbar)
- Star of the Year (Female) - Priyanka Chopra (Fashion)
- Best Film - A Wednesday!
- Readers' Choice Best Film Award - Singh Is Kinng
- Hottest New Film - Ghajini
- Best Director - Neeraj Pandey
- Dream Director Award - Ashutosh Gowariker (Jodhaa Akbar)
- Hottest New Filmmaker - A.R. Murugadoss (Ghajini)
- Editor's Choice for the Most Promising Director - Abhishek Kapoor (Rock On!!)
- Best Actor - Amitabh Bachchan (The Last Lear)
- Best Actress - Amrita Rao (Welcome to Sajjanpur)
- Best Actor in a Supporting Role - Tusshar Kapoor (Golmaal Returns)
- Best Actress in a Supporting Role - Kangna Ranaut (Fashion)
- Best Actor in a Negative Role - Anil Kapoor (Tashan)
- Superstar of Tomorrow (Male) - Farhan Akhtar (Rock On!!)
- Superstar of Tomorrow (Female) - Asin (Ghajini)
- The New Menace - Nikitin Dheer (Jodhaa Akbar)
- Exciting New Face - Shriya Saran (Mission Istanbul)
- Style Icon of the Year (Male) - Saif Ali Khan
- Style Icon of the Year (Female) - Kareena Kapoor
- Breakthrough Performance Award (Male) - Prateik Babbar (Jaane Tu Ya Jaane Na)
- Breakthrough Performance Award (Female) - Manjari Phadnis (Jaane Tu Ya Jaane Na)
- Standout Performance by a Lyricist - Kausar Munir (Falak Tak Chal - Tashan)
- New Musical Sensation (Male) - Benny Dayal (Pappu Can't Dance - Jaane Tu Ya Jaane Na)
- New Musical Sensation (Female) - Anmol Malik (Talli - Ugly Aur Pagli)
- Standout Performance by a Music Director - Dhruv Ghanekar (Drona)
- Pride of the Industry - Feroz Khan
- Outstanding Contribution to Indian Cinema - Dev Anand
- Special Award - Anil Kapoor (for being the first mainstream Indian actor to take India to Hollywood and winning Global Recognition)